# Byronská jaderná elektrárna
Byronská jaderná elektrárna (anglicky Byron Nuclear Generating Station) je provozní jadernou elektrárnou ve Spojených státech. Leží poblíž města Byron v Ogle County ve státě Illinois, asi 90 kilometrů západně od Chicaga. Elektrárna poskytuje elektřinu pro sever státu Illinois i pro město Chicago. Zařízení je vlastněno a provozováno společností Exelon. Ke chlazení bloků slouží uzavřený terciární okruh, který obsahuje dvě 151 metrů vysoké chladicí věže. Jsou podobně vysoké, jako ty v Temelíně. Voda do něj se doplňuje z řeky Rock River, jež se nachází 3200 metrů západně od elektrárny. Zařízení zaměstnává zhruba 850 pracovníků.

## Historie a technické informace

### Reaktory
Byronská jaderná elektrárna provozuje dva jaderné reaktory. Výstavba prvního bloku započala 1. dubna 1975. Jedná se o tlakovodní čtyřsmyčkový reaktor M412. Jeho hrubý výkon činí 1242 MW a čistý výkon po odečtení vlastních potřeb bloku je 1164 MW. Druhý blok se začal stavět ve stejný den, jako první blok, 1. dubna 1975. Jedná se o identický tlakovodní čtyřsmyčkový reaktor M412. Jeho hrubý výkon je však 1210 MW a čistý je 1136 MW. Oba reaktory dodala a vybudovala americká společnost Westinghouse a společnost Babcock & Wilcox působila jako konzultační inženýr během výstavby.
Elektřiny vyrobené v Byronské jaderné elektrárně je dostatek k tomu, aby vystačila pro dva miliony průměrných domácností v USA.

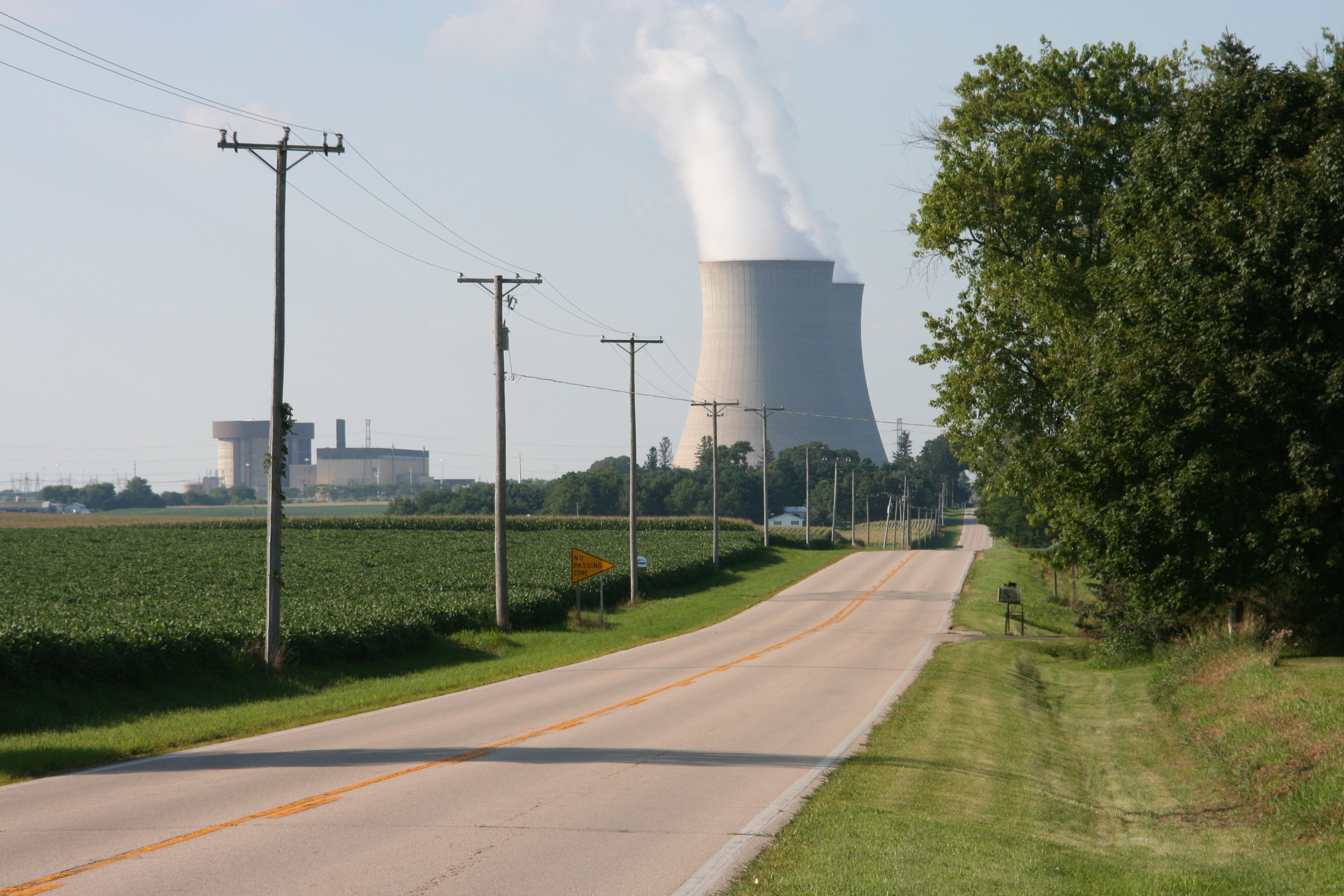
Jaderná elektrárna a její chladicí věže

Elektrárna byla v roce 1981 předmětem kontroverze kvůli obavám z kontaminace spodní vody tritiem. Kvůli tomu byla přijata legislativa, která přikazuje oznámit takový únik do 24 hodin od incidentu.
Od roku 2001 byly uskutečněny úpravy obou bloků, které navýšily jejich výkon v řádech desítek MW.
V srpnu 2020 se Exelon rozhodl uzavřít elektrárnu v září 2021 z ekonomických důvodů, přestože měla licence k provozu na dalších 20 let. Nicméně do 13. září 2021 senát státu Illinois schválil návrh zákona obsahující téměř 700 milionů dolarů v dotacích pro státní jaderné elektrárny, včetně Byronu, čímž se předešlo vyřazení z provozu.

### Okolní obyvatelstvo
NRC definuje dvě zóny havarijního plánování kolem jaderných elektráren. První o poloměru 16 kilometrů, která se týká především vystavení radioaktivní kontaminace vzduchu a poté druhou o poloměru 80 kilometrů, jež se zabývá kontaminací potravin a vody.
Podle studie NRC zveřejněné v srpnu 2010 byl odhad každoroční riziko zemětřesení dostatečně silného na to, aby způsobilo poškození aktivní zóny reaktoru v prvním bloku 1 ku 172 414.

## Informace o reaktorech
| Reaktor | Typ reaktoru      | Výkon   | Výkon   | Zahájení výstavby | Připojení k síti | Uvedení do provozu | Uzavření |
| Reaktor | Typ reaktoru      | Čistý   | Hrubý   | Zahájení výstavby | Připojení k síti | Uvedení do provozu | Uzavření |
| ------- | ----------------- | ------- | ------- | ----------------- | ---------------- | ------------------ | -------- |
| Byron-1 | Westinghouse M412 | 1164 MW | 1242 MW | 1. 4. 1975        | 1. 3. 1985       | 16. 9. 1985        |          |
| Byron-2 | Westinghouse M412 | 1136 MW | 1210 MW | 1. 4. 1975        | 6. 2. 1987       | 2. 8. 1987         |          |